# Filippo Gnaccarini

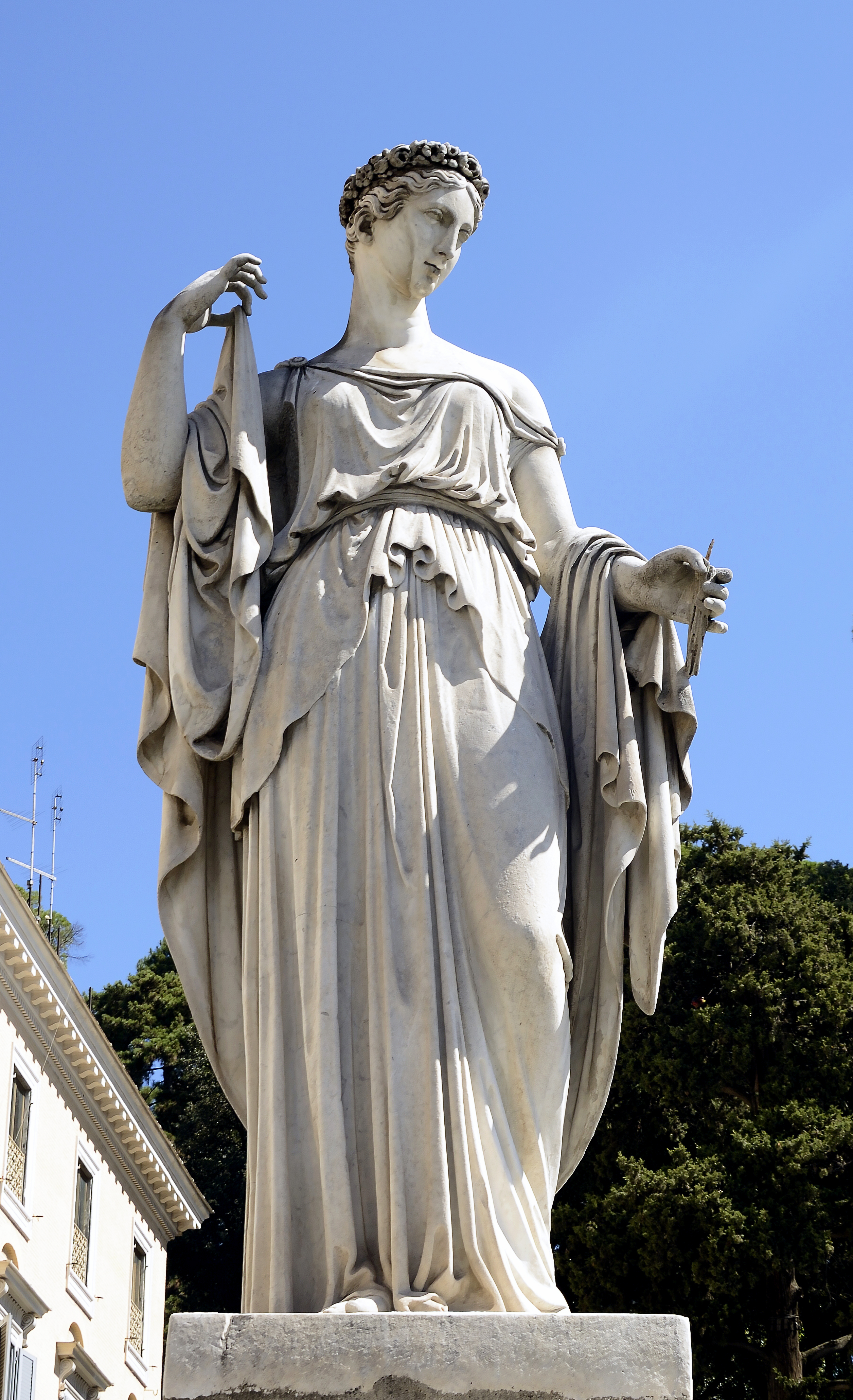
Roma, piazza del Popolo, La Primavera

Filippo Gnaccarini, talvolta indicato come Gnaccherini (Roma, 24 maggio 1804 – Roma, 16 marzo 1875), è stato uno scultore italiano.

## Biografia
Studiò all'Accademia nazionale di San Luca, diventandone poi insegnante.
Seguace di Antonio Canova, alla morte di costui entrò nella cerchia di Bertel Thorvaldsen. Fu fedele al Neoclassicismo; in opere degli anni cinquanta si può tuttavia notare un'inclinazione al Purismo. Quattordicenne, vinse una medaglia per l'esecuzione di una Testa di Adriano e nei tre anni successivi i premi dei rispettivi concorsi accademici. Nel 1822 primeggiò nel concorso Canova grazie al modello Diomede che rapisce il Palladio, ricevendo l'attestato firmato dal maestro Antonio Canova e, tra gli altri, da Francesco Massimiliano Laboureur, Gaspare Landi, Jean-Baptiste Wicar e Berthel Thorvaldsen. Morto Canova, il giovane scultore, entrato definitivamente nella cerchia di Thorvaldsen, confermò i progressi artistici col Prometeo. Purtroppo non ci sono pervenute le opere giovanili dello G. e non possediamo testimonianze critiche relative. Fa eccezione la dichiarazione del marchese Amico Ricci di Macerata che, in un discorso accademico del 1838 indirizzato all'amico conte Leonardo Trissino, nell'enumerare le opere di scultura pronte a uscire dalle officine romane, ricordava (p. 25) anche i modelli, tra cui proprio il Prometeo, in creta, in forme colossali: "È desso una statua ove sono superate moltissime difficoltà […]. Espressione senza manierismo, notomia senza secchezza, giusta armonia delle parti, sono questi gli elogi, che merita un tale lavoro, e che noi vedremmo con contento di animo da lui scolpito". Dallo studio di scultura dello G. - fino al 1841 al n. 55 di vicolo della Frezza - uscirono le importanti statue allegoriche destinate ad arricchire la sistemazione urbanistica neoclassica di piazza del Popolo dovuta a Giuseppe Valadier. Le opere, tuttora in loco, bene esprimono l'impostazione accademica e il gusto classicheggiante dello scultore, orientato particolarmente verso la stilizzazione formale, e oscillante tra la grazia e l'estro canoviani e il rigore di derivazione thorvaldesiana.
Intorno al 1827 lo G. firmò, per il piedistallo sinistro dell'esedra verso il Pincio, la statua classicamente atteggiata e vestita della Primavera, una delle quattro Stagionicommissionate dal cardinale Belisario Cristaldi, per le testate degli emicicli in piazza del Popolo. All'entrata del Pincio, sotto la balaustra del secondo terrapieno e opposto al Genio della pace di Laboureur, si trova il Genio delle arti, realizzato dallo G. nel 1833 che, secondo Riccoboni, traeva "ispirazione dall'Apollo del Belvedere e dal Perseo canoviano" (p. 353). Intorno al 1848, per la passeggiata del Pincio, lo G. scolpì il busto di Torquato Tasso.
In varie occasioni lo G. si dedicò alla composizione di monumenti funerari fedeli ai moduli formali neoclassici, destinati a chiese romane dove tuttora si possono ammirare. Oltre all'allegoria della Pittura per la memoria funeraria di Wicar (morto nel 1834) in S. Luigi dei Francesi, si ricorda in particolare il Monumentofunerariodel conte LorenzoMencacci, eretto nel 1838 dai figli alla memoria del padre, della madre Serafina e del fratello Vincenzo, situato nella cappella dei Norvegesi nella chiesa dei Ss. Ambrogio e Carlo al Corso.
Ispirato all'architettura rinascimentale, sopra un basamento con l'epigrafe e i ritratti degli sposi entro medaglie, mostra l'intelaiatura sobria ed elegante dei pilastri d'ordine corinzio sostenenti la cornice, tra i quali si aprono le nicchie con le statue della Fede, della Carità e della Speranza; in alto, un notevole bassorilievo con nove figure in corteo rappresenta l'allontanamento dei defunti dalla famiglia.
Contemporaneamente, lo G. eseguiva il Monumento funebre di Camillo Massimo e della moglie CristinadiSassonia (1837-40) presso la cappella detta del Crocifisso o del Coro nella chiesa di S. Lorenzo in Damaso, con le statue dei principi genuflessi e oranti assistiti dagli angeli e la figura del Redentore.
Sono firmate e datate 1837 e 1838 le grandi statue di S. Benedetto e della Fortezza per due basiliche romane: rispettivamente S. Paolo fuori le Mura e S. Giovanni in Laterano.
La prima, grave e possente, si erge simmetricamente alla S. Scolastica di Felice Baini presso l'altare dell'Assunta nella testata destra del transetto; la seconda, austera ed equilibrata, appartiene al ciclo delle Virtùcardinali per la cappella Torlonia.
Oltre alle commissioni romane, merita di essere citato il bassorilievo lungo circa 10 m, con figure di grandezza quasi naturale, raffigurante le Provincie che rendono omaggio al pontefice Pio IX reduce da Gaeta, eseguito nel 1850 e murato sulla facciata del palazzo delegatizio di Velletri, allora sede della sottoprefettura e ora degli uffici giudiziari; tra le altre opere, nella chiesa di S. Maria di Collemaggio all'Aquila, si trova il Monumento sepolcrale alla memoria di una bambina di casa Spaventa, ove è l'immagine sua e quella d'un Genio che spegne la fiaccoladella vita (Leosini).
La più importante delle commissioni ecclesiastiche fu quella papale della statua di bronzo di S. Pietro.
Il 6 luglio 1870 Pio IX visitò lo studio dello G. per ammirarvi il modello che servì per la fusione in bronzo operata dai fratelli Mazzocchi in Vaticano. L'opera era destinata al Monumento commemorativo del concilio ecumenico Vaticano I, ordinato dal papa l'anno precedente all'architetto Virginio Vespignani, che doveva sorgere davanti alla chiesa di S. Pietro in Montorio al Gianicolo. Vespignani progettò un monumento di 36 m, che constava principalmente di un basamento con rilievi (affidati allo scultore Pietro Galli) e di una colonna antica di africano su cui si doveva ergere la statua bronzea dell'apostolo benedicente commissionata allo Gnaccarini. Soltanto quindici anni più tardi, il 4 sett. 1885 il monumento, innalzato per volontà di Leone XIII al centro del cortile della Pigna in Vaticano, fu coronato con la statua di S. Pietro. Vi rimase fino al 1936, quando per ordine di Pio XI il monumento, già privato della colonna e smembrato, ridotto alla sola controbase e alla statua, fu trasportato nei giardini Vaticani, all'incrocio tra il viale dell'Osservatorio e la salita della Zecca (Magi). I rilievi, le iscrizioni e le altre parti decorative furono sistemati nelle adiacenze.
Personaggio eminente dell'Accademia di S. Luca, lo G. venne nominato nel 1846 accademico di merito; nel 1859, professore della Scuola superiore di scultura; nel 1868, cattedratico effettivo in surrogazione al defunto Adamo Tadolini. Dal 1839 fece anche parte della Congregazione dei Virtuosi al Pantheon, di cui fu reggente nel triennio 1871-73. Inoltre, nel 1859 ricevette l'onorificenza della commenda di S. Stanislao dall'imperatore di Russia per il restauro di una Venere; nel 1870 ebbe la commenda di S. Gregorio Magno da Pio IX per la partecipazione alla commissione ordinatrice dell'Esposizione romana di arte cattolica. Papa Pio IX, che visitò lo studio dell’artista, ebbe infatti grande stima ed ammirazione per la freschezza compositiva nella lavorazione del marmo da parte dello scultore. Stima che apri’ al Gnaccarini la Corte pontificia, come attesta la commissione al medesimo di un busto in marmo dal Cardinale Giuseppe Berardi (Ceccano 1810 - Roma 1878), in occasione della nomina cardinalizia.(Collezione privata).
Filippo Gnaccarini morì a Roma il 16 marzo 1875.

## Opere
- La primavera, 1827 ca., emiciclo Piazza del Popolo[1]
- Allegoria Genio delle Arti, 1833 ca. e busto di Torquato Tasso, 1849, Salita del Pincio.
- Monumento funebre di Jean-Baptiste Wicar, 1834/35, Chiesa di San Luigi dei Francesi
- Monumento funebre del conte Lorenzo Mencacci, 1836, San Carlo al Corso
- Statua di San Benedetto, 1837, Basilica di San Paolo
- Fortezza, 1838, cappella Torlonia, San Giovanni in Laterano
- Bassorilievo Le Province che fanno omaggio a Pio IX reduce da Gaeta a Roma, 1850, facciata di Palazzo di Giustizia, Velletri
- Tomba di Caterina Giovannotti, 1853
- Busto Cardinal Giuseppe Berardi, marmo, 1868 -1870, Collezione privata.

## Esposizioni
- 1861 - Firenze (La prima educazione di Bacco).[1]